# Office de révision du Code civil du Québec
L'Office de révision du Code civil du Québec (O.R.C.C.) est la structure administrative, constituée en 1965, chargée de la réforme du Code civil du Bas-Canada (C.c.B.-C.). Il est une étape majeure du processus de révision lancé en 1955 sous l'impulsion du Premier ministre Maurice Duplessis avec l'adoption de la Loi concernant la revision du Code civil et, en 1960, de la Loi modifiant la Loi concernant la revision du Code civil.
En 1955, le droit privé au Québec était essentiellement régi par le Code civil du Bas-Canada, entré en vigueur le 1er août 1866.

## Les deux Lois fondatrices de la révision du Code civil
« 1) Chapitre 47 - « Loi concernant la revision du Code civil », Sanctionnée le 10 février 1955.

Attendu que le Code civil est en vigueur depuis le premier août 1866;

Attendu que depuis lors il a subi de nombreuses modifications;

Attendu qu’une revision générale du Code civil permettrait d’en améliorer la coordination et d’y faire les mises au point qui peuvent être opportunes;

Attendu qu’il est à propos d’autoriser et de faciliter cette revision du Code civil;

À ces causes, Sa Majesté, de l’avis et du consentement du Conseil législatif et de l’Assemblée législative de Québec, décrète ce qui suit :

1. Le lieutenant-gouverneur en conseil est autorisé à confier à un juriste la revision du Code civil.

Celui-ci préparera, dans le délai fixé par le lieutenant- gouverneur en conseil, un projet de revision du Code civil, en observant la méthode législative suivie dans sa rédaction initiale, en lui conservant ses caractères distinctifs, en faisant les corrections de style et d’agencement appropriées et en donnant son avis sur les mo- difications de substance qu’il pourrait être avantageux d’y apporter.

2. Les émoluments de ce juriste seront déterminés par le lieutenant-gouverneur en conseil.

Le procureur général pourra lui adjoindre, pour l’assister dans ce travail, les personnes dont il jugera les services utiles et il fixera leur rémunération.

3. Les dépenses résultant de l’application de la présente loi, qui ne devront pas excéder cinquante mille dollars, seront payées à même le fonds consolidé du revenu . »

« 2) Chapitre 97 - Loi modifiant la Loi concernant la revision du Code civil Sanctionnée le 18 mars 1960.

Sa Majesté, de l’avis et du consentement du Conseil législatif et de l’Assemblée légisislative de Québec, décrète ce qui suit :

 
1. La loi 3-4 Elizabeth II, chapitre 47, est modifiée en y ajoutant, après l’article 2, les suivants :

« 3. Le lieutenant-gouverneur en conseil pourra nommer quatre codificateurs pour étudier les rapports, avis, projets d’amendements et recommandations de ce juriste, ainsi que les suggestions et renseignements qui pourront leur par- venir d’autres sources, et pour préparer un projet définitif de nouveau Code civil. Le lieutenant-gouverneur en conseil déterminera les honoraires de ces codificateurs et pourra leur adjoindre, pour les assister dans leur travail, les secrétaires, commis et autres employés dont il jugera les services utiles et dont il fixera la rémunération.

« 4. Les codificateurs devront faire leur travail avec diligence et soumettre le projet définitif du nouveau Code civil au procureur général dans le délai que déterminera le lieutenant- gouverneur en conseil.

Ce projet sera soumis à la Législature à la session suivante. »

2. Les articles actuels « 3 » et « 4 » de ladite loi seront désormais numérotés comme articles « 5 » et « 6 » respectivement. »

## 1955-1961 Mandat du juge Thibaudeau Rinfret
La législation de 1955 stipule qu'un juriste serait chargé de la préparation d'un projet de modification du Code. Le juriste nommé est Thibaudeau Rinfret, ancien juge en chef de la Cour suprême du Canada. Quant aux amendements apportés en 1960, ils prévoient la nomination de quatre codificateurs pour étudier les rapports, projets et recommandations du juriste nommé en 1955 et pour préparer un projet définitif du nouveau Code civil.

## 1961-1965 Mandat deMeAndré Nadeau
Le juge Thibaudeau Rinfret cesse toutefois d'exercer ses fonctions en 1961 et il est remplacé par Me André Nadeau, qui relance le processus de réforme. Son groupe se nomme alors « Bureau de révision du Code civil ».
En 1965, Me André Nadeau est nommé juge à la Cour supérieure du Québec.

## 1965-1977 Mandat du professeurPaul-André Crépeau
C'est le professeur Paul-André Crépeau, de l'Université McGill, qui succède à Me Nadeau et c'est sous sa présidence qu'est constitué l'Office de révision du Code civil du Québec et que sont créés plusieurs comités chargé d'étudier les diverses parties du Code,,.
Si, en 1955, le budget prévu pour procéder à cette révision ne doit pas excéder 50 000 $ (voir la loi fondatrice de 1955 citée plus haut), il est porté un an plus tard à 125 000 $. Puis, en 1959, un amendement statutaire précise que les dépenses résultant de la révision du Code civil seraient payées sans aucune limite préétablie, à même le fonds consolidé de la province,.
Devant l'importance et l'ampleur de la tâche, le professeur Crépeau estime devoir se doter d'une structure administrative et de s'entourer de collaborateurs pour mener à bien ce projet.
« La révision du Code civil avait été entreprise, il est vrai, en 1955 (…) mais les travaux de réforme proprement dits n'ont véritablement débuté qu'en 1962 sous la direction de Me André Nadeau, c.r., avocat à Montréal. À la suite de la nomination de Me Nadeau à la Cour supérieure du Québec, le Gouvernement du Québec nous faisait le très grand honneur de nous confier, le 1er octobre 1965, la responsabilité de diriger les travaux de la réforme. Un budget progressivement plus important, jusqu'à 750 000 $ par an en 1964-75, a permis d'accélérer les travaux par la formation de comités d'étude plus nombreux et par le recours aux consultations d'experts. »
— Paul-André Crépeau.
Le nouveau départ initié par le professeur Crépeau en 1965 allait donner, en 1977, le Projet de Code civil présenté au ministère de la Justice puis, en 1978, à l'Assemblée nationale :

« (…) Quand le professeur Crépeau prend la direction des travaux de révision en 1965, l’idéal d’une recodification d’ensemble s’impose non seulement parce que la coordination générale sera désormais assurée par un juriste plus convaincu que ses prédécesseurs des vertus scientifiques et modernisatrices de la codification envisagée, mais aussi parce que des ressources financières et administratives beaucoup plus considérables seront investies dans l’entreprise. De « la commission Rinfret » à « l’Office de révision du Code civil » en passant par le « bureau de Me Nadeau », il y a davantage que le recours à un français plus correct pour désigner la gouvernance du processus. Il y a aussi l’indication d’une vision plus ambitieuse de la nature des travaux à réaliser, d’une conception plus ouverte des compétences qu’il faudra mettre à contribution et d’une conscience plus claire du rôle de régulation centrale qui devra être assumé pour que la complexité nouvelle des travaux ne soit pas préjudiciable à la synergie nécessaire.
L’impulsion donnée en 1965 aura permis la production d’une première recodification d’ensemble, le Projet de Code civil présenté au ministère de la Justice en octobre 1977 et à l’Assemblée nationale en juin 1978. À partir de là, l’idéal d’une recodification d’ensemble connaît pourtant une longue période de latence que les concepteurs du Projet ont peut-être ressentie comme le purgatoire de leurs ambitions. (…). »

Le Rapport final de l'O.R.C.C. (1977-1978) deviendra ainsi la feuille de route qui guide le Gouvernement du Québec au cours des années subséquentes et qui mène à l'adoption du nouveau Code civil du Québec en 1991, et à son entrée en vigueur, par décret, le 1er janvier 1994. Le Code n'est officiel que dans sa version du L.Q. 1991, c.64, tel qu'amendé.

## Sources externes
- Archives de l'Office de révision du Code civil du Québec, McGill University, http://digital.library.mcgill.ca/ccro/index.php?language=fr
- « Le Code civil du Québec : un peu d'histoire, beaucoup d'espoir », par Marcel Guy, Notaire honoraire et Directeur de la formation professionnelle des notaires à la Faculté de droit de l'Université de Sherbrooke, in Revue de droit de l'université de Sherbrooke (RDUS), (1993) Volume 23, Numéro 2, p. 453-492. Texte intégral au format PDF disponible en ligne : https://www.usherbrooke.ca/droit/fileadmin/sites/droit/documents/RDUS/volume_23/23-2-guy.pdf, consulté le 5 octobre 2013.
- « Dates importantes de l'histoire du droit civil au Québec », Ministère de la Justice Canada (consulté le 13 octobre 2013).
- Me Paul-André Crépeau, C.C., O.Q., C.R., récipiendaire de la Médaille du Barreau de Montréal, https://www.barreaudemontreal.qc.ca/pages/FM101f_1_P-ACREPEAU.html, consulté le 13 octobre 2013.
- Code civil du Québec : du Bas-Canada à aujourd'hui - Guide thématique de la Bibliothèque de l'Assemblée nationale